# Sobre a Natureza (Heráclito)

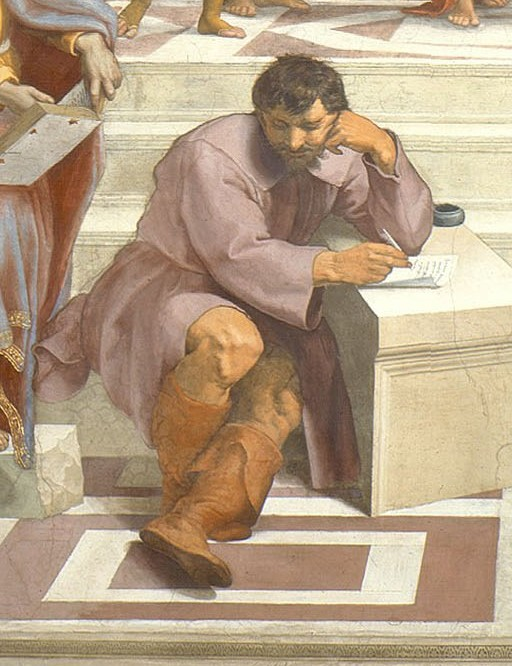

Sobre a Natureza é um tratado filosófico escrito por Heráclito. De acordo com Diógenes Laércio, a obra estava dividida em três discursos: um sobre o universo, outro sobre política e um sobre teologia. Teofrasto diz (em Diógenes) "...algumas partes da sua obra estão incompletas, enquanto que outras aparentam uma mistura estranha."
Diógenes também diz que Heráclito depositou o seu livro como uma dedicatória no grande templo de Ártemis, um dos grandes templos do século VI a.C. e uma das Sete maravilhas do mundo. Os templos antigos eram usados regularmente para o arquivo de tesouros, e estavam abertos a privados sob circunstâncias especiais; mais ainda, muitos filósofos subsequentes neste período referem-se à obra. Diz Charles Kahn: "Até ao tempo de Plutarco e Clemente de Alexandria, ou até antes, o pequeno livro de Heráclito estava disponível na sua forma original a qualquer leitor que o desejasse consultar". Diógenes diz: "o livro adquiriu tal fama que produziu seguidores da sua filosofia que foram designados de heraclitianos."
Tal como outros pré-socráticos, os escritos de Heráclito apenas sobreviveram através de fragmentos citados por outros autores.